# Nametkin-Reaktion
Die Nametkin-Reaktion ist eine Namensreaktion in der Organischen Chemie. Sie zählt zur Gruppe der 1,2-nucleophilen Umlagerungen. Bedeutung erlangte sie besonders bei Umwandlungen verbrückter, bicyclischer Monoterpene und verwandter Verbindungen.

## Übersichtsreaktion
Wenn in α-Stellung zu einer quartären Kohlenstoffatom die Hydroxygruppe eines sekundären Alkohols steht, kann die säurekatalysierte Wasserabspaltung zu einer Umlagerung des Kohlenstoffgerüsts führen, die letztlich zur Bildung eines Alkens führt:

## Reaktionsmechanismus
Im ersten Schritt wird der sekundäre Alkohol protoniert. Bei der Wasserabspaltung bildet sich dann eine Carbeniumion-Zwischenstufe. Durch Wanderung einer benachbarten Methylgruppe entsteht über einen cyclischen Übergangszustand erneut ein Carbeniumion.  Bei der Abspaltung eines Protons bildet sich dann als Produkt das Alken.
Die Anzahl der Kohlenstoffatome bleibt unverändert.
Die Nametkin-Reaktion ähnelt mechanistisch der Wagner-Meerwein-Umlagerung. In der Terpenchemie wird letztere oft als Überbegriff für solche 1,2-Umlagerungen benutzt.